# Lepidosira
Genre
Synonymes
- Urewera Salmon, 1938

Lepidosira est un genre de collemboles de la famille des Entomobryidae.

## Liste des espèces
Selon Checklist of the Collembola of the World (version du 12 septembre 2019) :
- Lepidosira alba (Nguyen, 2005)
- Lepidosira angulata (Schött, 1917)
- Lepidosira anomala Salmon, 1944
- Lepidosira arborea Salmon, 1944
- Lepidosira australica (Schött, 1917)
- Lepidosira bidentata Salmon, 1938
- Lepidosira bifasciata (Salmon, 1944)
- Lepidosira bisecta (Salmon, 1944)
- Lepidosira brunnea (Womersley, 1935)
- Lepidosira calolepis (Börner, 1913)
- Lepidosira congoia Salmon, 1956
- Lepidosira dorsalis (Salmon, 1941)
- Lepidosira faaroana (Carpenter, 1934)
- Lepidosira fallaciosa Yoshii, 1989
- Lepidosira flava (Salmon, 1938)
- Lepidosira fuchsiata (Salmon, 1938)
- Lepidosira fuscata Womersley, 1930
- Lepidosira gigantea (Börner, 1909)
- Lepidosira glebosa Salmon, 1941
- Lepidosira gupta Howard, 1969
- Lepidosira ianthina (Salmon, 1941)
- Lepidosira inconstans (Salmon, 1938)
- Lepidosira indistincta Salmon, 1938
- Lepidosira javana (Börner, 1913)
- Lepidosira laboriosa Greenslade, 1994
- Lepidosira lichenata (Salmon, 1938)
- Lepidosira longicornis (Schött, 1917)
- Lepidosira magna (Salmon, 1937)
- Lepidosira minima Salmon, 1938
- Lepidosira minuta Salmon, 1938
- Lepidosira neotropicalis Nunes & Bellini, 2019
- Lepidosira nigrocephala (Womersley, 1936)
- Lepidosira nigropunctata (Nguyen, 2005)
- Lepidosira nilgiri (Denis, 1936)
- Lepidosira obscura (Salmon, 1944)
- Lepidosira okarita Salmon, 1938
- Lepidosira omniofusca Salmon, 1941
- Lepidosira pallida (Ritter, 1911)
- Lepidosira parva (Salmon, 1941)
- Lepidosira pigmenta Salmon, 1944
- Lepidosira punctata Yosii, 1960
- Lepidosira purpurea (Salmon, 1938)
- Lepidosira quadradentata (Salmon, 1941)
- Lepidosira reducta (Salmon, 1938)
- Lepidosira rotorua Salmon, 1938
- Lepidosira sagmaria (Schött, 1917)
- Lepidosira sexmacula Salmon, 1938
- Lepidosira splendida (Salmon, 1941)
- Lepidosira sundana Yoshii & Suhardjono, 1989
- Lepidosira terraereginae (Ellis & Bellinger, 1973)
- Lepidosira unguserrata Salmon, 1970
- Lepidosira variabilis (Oudemans, 1890)
- Lepidosira variabilis (Schäffer, 1897)
- Lepidosira vicina Yoshii, 1989
- Lepidosira violacea (Salmon, 1938)
- Lepidosira violaceapallipes (Denis, 1931)
- Lepidosira womersleyi Greenslade, 1994

## Publication originale
- Schött, 1925 : Collembola from Mt. Murud and Mt. Dulit in Northern Sarawak. Sarawak Museum Journal, vol. 3, p. 107-127 (texte intégral).